# Seidenforchis
Seidenforchis is een geslacht van drie soorten orchideeën uit de onderfamilie Epidendroideae. Het is in 2006 door Hanna Bogna Margońska afgescheiden van het geslacht Crepidium.
Het zijn terrestrische planten, uiterlijk gelijkend op Crepidium, afkomstig uit India, Thailand en de Filipijnen.

## Naamgeving enetymologie
- Synoniem: Crepidium Blume (1825)

De botanische naam Seidenforchis is een eerbetoon aan Gunnar Seidenfaden (1908-2001), een Deense botanicus.

## Kenmerken
Seidenforchis-soorten zijn kleine terrestrische planten met ondergrondse, eivormige tot langwerpige pseudobulben, volledig omgeven door de bladvoet en -schede van de meestal twee ovale tot breed ovale bladeren die onderaan de stengel vlak op de grond liggen. De bloeiwijze is een eindstandige, langgerekte, kegelvormige veelbloemige tros met tientallen kleine bloempjes.
De bloemen zijn niet-geresupineerd en hebben vrijstaande, uitgespreide, driemaal generfde ovale kelkbladen en veel smallere, eenmaal generfde kroonbladen. De bloemlip is drielobbig, rond tot peervormig, met aan de basis twee lobben die zich achterwaarts langs beide zijden van het gynostemium uitstrekken. Het gynostemium staat rechtop, is kort en stevig, draagt twee wijd gespreide staminodia.

## Taxonomie
Seidenforchis werd in 2006 door Margońska afgescheiden van Crepidium, omwille van zijn voor dat geslacht afwijkende kenmerken, zoals de ondergrondse pseudobulben en de vlak op de grond liggende bladeren.
Het geslacht telt drie soorten.

### Soortenlijst
- Seidenforchis klimkoana (Marg.) Marg. (2006)
- Seidenforchis mackinnonii (Duthie) Marg. (2006)
- Seidenforchis propinqua (Ames) Marg. (2006)